# San Pedro, Matamoros
San Pedro är en ort i Mexiko.   Den ligger i kommunen Matamoros och delstaten Coahuila, i den centrala delen av landet, 800 km nordväst om huvudstaden Mexico City. San Pedro ligger 1 126 meter över havet och antalet invånare är 41 165.
Terrängen runt San Pedro är platt åt nordväst, men åt sydost är den kuperad. Runt San Pedro är det mycket glesbefolkat, med 3 invånare per kvadratkilometer. Närmaste större samhälle är Matamoros, 10,5 km norr om San Pedro. Omgivningarna runt San Pedro är i huvudsak ett öppet busklandskap.